# Meganthias filiferus
Meganthias filiferus ist eine Fischart aus der Gruppe der Fahnenbarsche, die im nördlichen Indischen Ozean vorkommt. Bisher gibt es Nachweise aus der Andamanensee und von der Malabarküste. Die Fischart lebt dort in größeren Tiefen von 150 bis 210 Metern.

## Merkmale
Meganthias filiferus ist eine mittelgroße Fahnenbarschart und erreicht Längen von 20 bis 30 cm. Der Körper ist wuchtig, relativ hochrückig, seitlich abgeflacht und rosa bis kräftig pinkfarben gefärbt mit gelben Bereichen an Kopf, Bauch und auf den Flossen. Die Standardlänge liegt beim Doppelten der Körperhöhe und die Kopflänge ist 2,5 mal in der Standardlänge enthalten. Der Kopf ist groß; seine Länge ist 2,5 mal in der Standardlänge enthalten. Das Maul ist schräg, der Unterkiefer steht stark vor. Die Maxillare reicht bis zum hinteren Ende des Auges. Der Oberkiefer ist außen mit einem Band bürstenförmiger Zähne besetzt und besitzt vorne eine Reihe von 12 kurzen, konischen, nach vorn gerichteten Zähnen, die auch bei geschlossenem Maul noch sichtbar sind. Auch der Gaumen (Palatinum und Vomer) ist bezahnt. An den Seiten des Unterkiefers befindet sich ebenfalls ein Band bürstenförmiger Zähne, vorne hat er aber nur zwei konische durch eine Lücke voneinander getrennt Zähne. Diese sind nicht nach vorn gerichtet. Auf dem Vomer befindet sich ein winkelförmiges Feld bürstenförmiger Zähne und auf dem Palatinum existieren fünf leicht gebogene Zahnreihen ebensolcher Zähne. Das Entopterygoid und die Zunge sind zahnlos. Auf dem Kiemendeckel befinden sich 3 flache Stacheln, von denen der Mittlere der größte ist. Der obere Ast des Präoperculums ist fein gesägt, der deutlich ausgeprägte Winkel ist stachellos und der untere Ast hat einem unregelmäßig gewellten oder gezackten Rand. Alle Strahlen der Rücken- und der Afterflosse sind verzweigt, die letzten bis zur Basis. Die Strahlen der Rückenflosse werden nach hinten zunehmend länger und der zweite und dritte Weichflossenstrahl sind zu einem langen Filament ausgezogen. Von den 17 Brustflossenstrahlen sind die oberen zwei unverzweigt, die übrigen sind verzweigt. Die Schwanzflosse ist halbmondförmig mit sehr stark ausgezogenen Filamenten an den Enden. Sie kann länger werden als die Standardlänge. Der Schwanzstiel ist höher als lang.
- Flossenformel: Dorsale X/18, Anale III/8, Pectorale 17, Ventrale I/5.
- Schuppenformel: 3/16/44/24.
- Kiemenrechenstrahlen 12 + 25.
- Wirbel: 26 (10 + 16).

## Lebensweise und Gefährdung
Da die Art unterhalb der für Taucher erreichbaren Tiefen vorkommt ist über ihr Verhalten und ihre Lebensweise bisher nichts bekannt. Über eine eventuelle Gefährdung können wegen einer unzureichenden Datenlage ebenfalls keine Angaben gemacht werden.

## Belege
1. 1 2 3  
John E. Randall & Phillip C. Heemstra: Meganthias filiferus, a new species of anthine fish (Perciformes: Serranidae), from the Andaman Sea off southwestern Thailand. Phuket mar. biol. Cent. Res. Bull. 68: 5–9.
2. ↑  
K.V. Akhilesh, N.G.K. Pillai, U. Ganga, K.K. Bineesh, C.P.R. Shanis und H. Manjebrayakath, 2009. First record of the anthiine fish, Meganthias filiferus (Perciformes: Serranidae) from Indian waters. Marine Biodiversity Records 2:1-2. Marine Biodiversity Records, doi:10.1017/S1755267209001201.
3. ↑  
Meganthias filiferus in der Roten Liste gefährdeter Arten der IUCN 2018. Eingestellt von: Carpenter, K.E., Borsa, P., Jiddawi, N., Obota, C., Smith-Vaniz, W.F. & Yahya, S., 2017. Abgerufen am 2. Februar 2021.